# Kepler-84
Kepler-84 è una stella simile al Sole, cioè una nana gialla, che si trova a 3.340 anni luce dalla Terra. A pochi secondi d'arco da essa sono state individuate quattro nane rosse delle quali almeno una è probabilmente legata gravitazionalmente a Kepler-84.

## Sistema planetario
Intorno a Kepler-84 sono stati scoperti cinque pianeti, quattro di tipo gioviano anche se molto piccoli rispetto a Giove, e una super Terra. I primi due, Kepler-84 b e Kepler-84 c, sono stati confermati nel 2012 mentre i restanti nel 2014. Dai calcoli, tale sistema rimarrebbe stabile a condizione che no esistano altri pianeti giganti entro 7,4 UA dalla stella madre.
Per quanto riguarda i raggi planetari riportati, va considerato che, poiché in base ai dati disponibili al 2017 il raggio della stella ha un'incertezza del 48%, tali valori sono fortemente dipendenti dal modello planetario adottato.
| Pianeta | Massa          | Raggio           | Periodo orb.                | Sem. maggiore | Eccentricità | Incl. orbita | Scoperta |
| ------- | -------------- | ---------------- | --------------------------- | ------------- | ------------ | ------------ | -------- |
| b       | 0,126±0,038 MJ | 0,174 ± 0,045 RJ | 8, 725854 ± 0,00006 giorni  | 0,083 UA      | 0            | 88,24°       | 2012     |
| c       | 0,064±0,037 MJ | 0,184 ±0,047 RJ  | 12,882525 ± 0,000093 giorni | 0,108 UA      | 0            | 88,24°       | 2012     |
| d       |                | 0,123 ± 0,024 RJ | 4,224537 ± 0,000042 giorni  | 0,052 UA      |              |              | 2014     |
| e       |                | 0,232 ± 0,044 RJ | 27,434389 ± 0,000224 giorni | 0,181 UA      |              |              | 2014     |
| f       |                | 0,196 ± 0,038 RJ | 44,552169 ± 0,000812 giorni | 0,25 UA       |              |              | 2014     |